# Bacillopeltis paypayrolae
Bacillopeltis paypayrolae är en svampart som beskrevs av Bat. 1957. Bacillopeltis paypayrolae ingår i släktet Bacillopeltis, divisionen sporsäcksvampar och riket svampar.   Inga underarter finns listade i Catalogue of Life.